# Liste der Nummer-eins-Alben in den USA
Dieser Artikel beinhaltet verschiedene Informationen und Statistiken der offiziellen US-Albumcharts seit dem 29. Juni 1962.

## Künstler mit den meisten Nummer-eins-Alben
Folgende Künstler erreichten bislang am häufigsten den ersten Platz der US-Albumcharts:
- 19: The Beatles
- 14: Jay-Z
- 11: Bruce Springsteen, Barbra Streisand, Eminem
- 10: Taylor Swift[1]
- 9: Michael Jackson, The Rolling Stones, Garth Brooks
- 8: Elton John, Madonna, U2, Kanye West, Drake, Paul McCartney
- 7: Led Zeppelin, Janet Jackson, Dave Matthews Band
- 6: R. Kelly, Mariah Carey, Britney Spears, Justin Bieber, Beyoncé, Bon Jovi, Metallica, Linkin Park
- 5: Bob Dylan, Pink Floyd, DMX, Prince, Alicia Keys, Future, J. Cole

### The Beatles
- 1964 – Meet The Beatles 11 Wochen (15. Februar – 1. Mai)
- 1964 – With the Beatles 5 Wochen (2. Mai – 5. Juni)
- 1964 – A Hard Day’s Night 14 Wochen (25. Juli – 30. Oktober)
- 1965 – Beatles '65 9 Wochen (9. Januar – 12. März)
- 1965 – Beatles VI 6 Wochen (10. Juli – 20. August)
- 1965 – Help! 9 Wochen (11. September – 12. November)
- 1966 – Rubber Soul 6 Wochen (8. Januar – 18. Februar)
- 1966 – Yesterday and Today 5 Wochen (30. Juli – 2. September)
- 1966 – Revolver 6 Wochen (10. September – 21. Oktober)
- 1967 – Sgt. Pepper’s Lonely Hearts Club Band 15 Wochen (1. Juli – 13. Oktober)
- 1968 – Magical Mystery Tour 15 Wochen (1. Juli – 13. Oktober)
- 1968 – The Beatles (White Album) 9 Wochen (28. Dezember 1968 bis 7. Februar, 15. Februar – 7. März 1969)
- 1969 – Abbey Road 11 Wochen (1. November – 26. Dezember 1969, 3. Januar – 16. Januar, 24. Januar – 30. Januar 1970)
- 1970 – Let It Be 4 Wochen (13. Juni – 11. Juli)
- 1973 – 1967–1970 4 Wochen (13. Juni – 11. Juli)
- 1995 – Anthology 1 3 Wochen (9. Dezember – 29. Dezember)
- 1996 – Anthology 2 1 Woche (6. April – 12. April)
- 1996 – Anthology 3 1 Woche (16. November – 22. November)
- 2000 – 1 9 Wochen (2. Dezember – 8. Dezember, 23. Dezember 2000 bis 9. Februar 2001)

### Jay-Z
- 1998 – Vol.2: The Blueprint
- 1999 – Vol.3: Life and Times of S.Carter
- 2000 – The Dynasty: Roc la Familia
- 2001 – The Blueprint
- 2002 – The Blueprint²: The Gift & The Curse
- 2003 – The Black Album
- 2004 – Unfinished Business (Mit R. Kelly)
- 2004 – Collision Course (Mit Linkin Park)
- 2006 – Kingdome Come
- 2007 – American Gangster
- 2009 – The Blueprint 3
- 2011 – Watch the Throne (Mit Kanye West)

### The Rolling Stones
- 1965 – Out of Our Heads 3 Wochen (21. August – 10. September)
- 1971 – Sticky Fingers 4 Wochen (22. Mai – 18. Juni)
- 1972 – Exile on Main St. 5 Wochen (17. Juni – 14. Juli)
- 1973 – Goats Head Soup 4 Wochen (13. Oktober – 9. November)
- 1974 – It’s Only Rock ’n’ Roll 5 Wochen (17. Juni – 14. Juli)
- 1976 – Black and Blue 4 Wochen (15. Mai – 28. Mai, 19. Juni – 2. Juli)
- 1978 – Some Girls 2 Wochen (15. Juli – 28. Juli)
- 1980 – Emotional Rescue 7 Wochen (26. Juli – 12. September)
- 1981 – Tattoo You 9 Wochen (19. September – 20. November)

→ Hauptartikel: The Rolling Stones/Diskografie

### Bruce Springsteen
- 1980 – The River
- 1984 – Born in the U.S.A.
- 1986 – Live/1975–85
- 1987 – Tunnel of Love
- 1995 – Greatest Hits
- 2002 – The Rising
- 2005 – Devils & Dust
- 2007 – Magic
- 2009 – Working on a Dream
- 2012 – Wrecking Ball

→ Hauptartikel: Bruce Springsteen/Diskografie

## „Dauerbrenner“

### 53 Wochen
- West Side Story – (Soundtrack) 1962, 1963

### 37 Wochen
- Michael Jackson – Thriller (26. Februar – 24. Juni, 9. Juli – 22. Juli, 10. September – 16. September, 24. Dezember 1983 – 20. April 1984)

### 31 Wochen
- South Pacific – (Soundtrack) 1958, 1959
- Fleetwood Mac – Rumours (2. April – 15. April, 21. Mai – 15. Juli, 23. Juli – 2. Dezember 1977, 7. Januar – 20. Januar 1978)

### 24 Wochen
- Saturday Night Fever – (Soundtrack) (21. Januar – 7. Juli 1978)
- Prince and The Revolution – Purple Rain (4. August 1984 – 18. Januar 1985)
- Adele – 21 (12. März – 25. März, 2. April – 8. April, 23. April – 29. April, 7. Mai – 10. Juni, 25. Juni – 1. Juli, 6. August – 12. August, 20. August – 26. August, 5. November – 11. November 2011, 14. Januar 2012 – 23. März, 23. Juni – 29. Juni 2012)

### 21 Wochen
- MC Hammer – Please Hammer, Don’t Hurt ’Em (9. Juni – 29. Juni, 7. Juli – 10. November 1990)

### 20 Wochen
- Elvis Presley – Blue Hawaii 1961, 1962
- Bodyguard – (Soundtrack) (12. Dezember 1992 – 12. März, 3. April – 9. April, 18. April – 7. Mai, 15. Mai – 4. Juni 1993)

### 19 Wochen
- Morgan Wallen – One Thing at a Time (12. März – 3. Juni, 18. Juni – 8. Juli, 8. Oktober – 14. Oktober 2023, 14. Januar – 20. Januar, 3. Februar – 10. Februar, 10. März – 16. März 2024)

### 18 Wochen
- The Monkees – More of the Monkees (11. Februar – 16. Juni 1967)
- Dirty Dancing – (Soundtrack) (14. November 1987 – 14. Januar, 12. März – 13. Mai 1988)
- Garth Brooks – Ropin’ the Wind (28. September 1991 – 4. Oktober 1991, 19. Oktober 1991 – 6. Dezember 1991, 18. Januar 1992 – 31. Januar 1992, 8. Februar 1992 – 3. April 1992)

### 17 Wochen
- The Police – Synchronicity (23. Juli – 9. September, 17. September – 25. November 1983)
- Billy Ray Cyrus – Some Gave All (13. Juni 1992 – 9. Oktober 1992)

### 16 Wochen
- Andy Williams – Days of Wine and Roses 1963
- Vanilla Ice – To the Extreme (11. November 1990 – 1. März 1991)
- Titanic: Music from the Motion Picture – (Soundtrack) (23. Januar – 15. Mai 1998)

### 15 Wochen
- The Sound of Music – (Soundtrack) 1959
- The Beatles – Sgt. Pepper’s Lonely Hearts Club Band (1. Juli – 13. Oktober 1967)
- Carole King – Tapestry (19. Juni – 1. Oktober 1971)
- Pink Floyd – The Wall (19. Januar – 2. Mai 1980)
- REO Speedwagon – Hi Infidelity (21. Februar – 3. April, 18. April – 8. Mai, 16. Mai – 26. Juni 1981)
- Men at Work – Business Al Usual (13. November 1982 – 25. Februar 1983)
- Taylor Swift – The Tortured Poets Department (28. April – 20. Juli, 4. August – 24. August 2024)

### 14 Wochen
- Bob Newhart – Button Down Mind of Bob Newhart 1959
- Exodus – (Soundtrack) 1961
- Ray Charles – Modern Sounds In Country And Western 1962
- The Beatles – A Hard Day’s Night (25. Juli – 30. Oktober 1964)
- Mary Poppins – (Soundtrack)  (13. März – 19. März, 10. April – 9. Juli 1965)
- Stevie Wonder – Songs in the Key of Life (16. Oktober 1976 – 14. Januar, 29. Januar – 4. Februar 1977)
- Whitney Houston – Whitney Houston (8. März – 25. April, 17. Mai – 4. Juli 1986)

### 13 Wochen
- Judy Garland – Judy at Carnegie Hall
- The Monkees – The Monkees (12. November 1966 – 10. Februar 1967)
- Hair – (Soundtrack) (26. April – 25. Juli 1969)
- Bad Bunny – Un versano sin ti (15. Mai – 21. Mai, 12. Juni – 18. Juni, 3. Juli – 6. August, 14. August – 20. August, 28. August – 3. September, 11. September – 24. September, 2. Oktober – 15. Oktober 2022)
- SZA – SOS (18. Dezember 2022 – 4. Februar, 12. Februar – 4. März 2023, 29. Dezember 2024 – 11. Januar 2025, 27. April – 3. Mai 2025)

### 12 Wochen
- Kingston Trio – Sold Out 1959
- Henry Mancini – Breakfast At Tiffany’s 1960
- Vaughn Meader – The First Family 1962, 1963
- Grease: The Original Soundtrack from the Motion Picture – (Soundtrack) (29. Juli – 15. September, 23. September – 6. Oktober, 14. Oktober – 3. November)
- George Michael – Faith (15. Januar – 21. Januar, 6. Februar – 11. März, 14. Mai – 24. Juni 1988)
- Alanis Morissette – Jagged Little Pill (24. Februar – 1. März, 16. März – 5. April, 13. April – 3. Mai, 24. August – 13. September 1996)

### 11 Wochen
- The Beatles – Meet the Beatles! (15. Februar – 1. Mai 1964)
- The Beatles – Abbey Road (1. November – 26. Dezember, 3. Januar – 16. Januar 1970)
- Miami Vice – (Soundtrack) (2. November – 20. Dezember, 28. Dezember 1985 – 24. Januar 1986)
- Whitney Houston – Whitney  (27. Juni – 11. September 1987)
- Mariah Carey – Mariah Carey (2. März – 17. Mai 1991)
- Taylor Swift – Fearless (29. November – 5. Dezember, 27. Dezember 2008 – 13. Februar, 28. Februar – 20. März 2009)

### 10 Wochen
- Elvis Presley – G.I. Blues 1959, 1960
- Singing Nun – Singing Nun (7. Dezember 1963 – 14. Februar 1964)
- Simon & Garfunkel – Bridge over Troubled Water (7. März – 15. Mai 1970)
- Elton John – Greatest Hits (30. November 1974 – 7. Februar 1975)
- Peter Frampton – Frampton Comes Alive (10. April – 16. April, 24. Juli – 30. Juli, 14. August – 3. September, 11. September – 15. Oktober 1975)
- Foreigner – 4 (22. August – 4. September, 21. November – 25. Dezember 1981, 16. Januar – 5. Februar 1982)
- Footloose – (Soundtrack) (21. April – 29. Juni 1984)
- Paula Abdul – Forever Your Girl (7. Oktober – 13. Oktober 1989, 3. Februar – 6. April 1990)
- The Lion King: Original Motion Picture Soundtrack – (Soundtrack) (16. Juli – 16. September 1994, 29. April – 5. Mai 1995)
- Backstreet Boys – Millennium (5. Juni – 9. Juli, 31. Juli – 13. August, 21. August – 10. September 1999)
- Morgan Wallen – Dangerous – The Double Album (17. Januar – 27. März 2021)